# Schloss Leifling

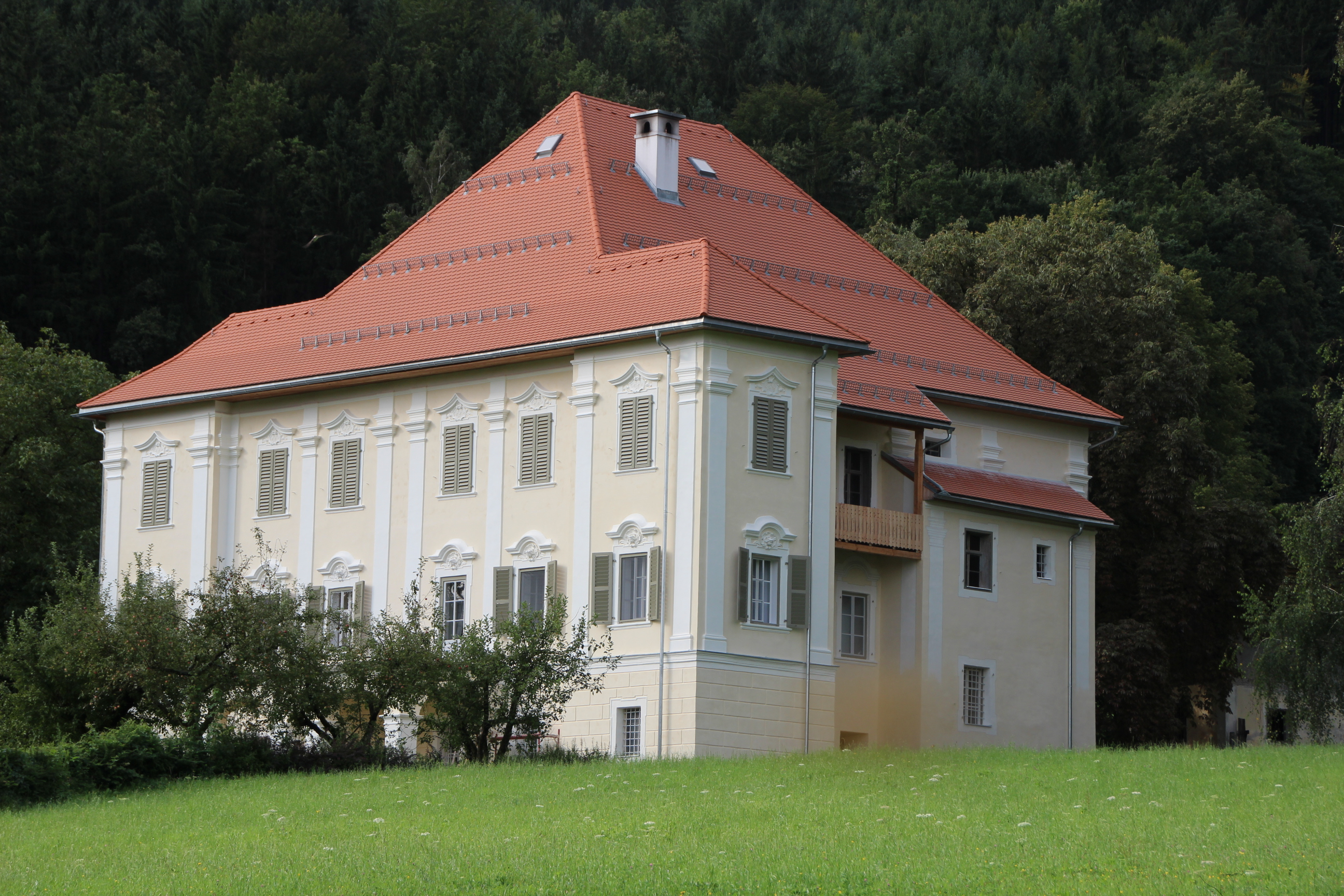
Schloss Leifling (2014)

Schloss Leifing, auch Schloss Eberwein genannt, in der Gemeinde Neuhaus ist 300 Meter von der slowenischen Staatsgrenze entfernt gelegen. Ein Ansitz, der wahrscheinlich seit dem 15. Jahrhundert besteht, wurde erstmals 1571 als zur Herrschaft Bleiburg gehörendes herzogliches Lehen erwähnt. Im Jahre 1704 kam das Schloss in den Besitz von Josef Jöchlinger von Jochenstein und Mitte des 18. Jahrhunderts in den Besitz der Grafen Stampfer von Walchenberg. 
Der dreigeschoßige Bau über rechteckigem Grundriss stammt im Kern aus dem 15./16. Jahrhundert. In  der ersten Hälfte des 18. Jahrhunderts wurde es im Barockstil erweitert und erneuert. Das Schloss trägt ein hohes Walmdach und besteht aus einem genuteten Erdgeschoß und zwei Geschoßen mit Pilastergliederung. In mehreren Räumen der Obergeschoße ist um 1735/1740 entstandener Laub-Bandlwerkstuck angebracht. Im Raum über der Eingangshalle befinden sich Wappenfresken der Familien Stampfer, Thurn und Mohrenschildt.  Das Schloss liegt in einem Park, an den sich ein Wildgehege anschließt.